# Fahéjszínű harkály
A fahéjszínű harkály (Celeus loricatus) a madarak (Aves) osztályának harkályalakúak (Piciformes) rendjébe, ezen belül a harkályfélék (Picidae) családjába tartozó faj.

## Előfordulása
Costa Rica, Nicaragua, Panama, Ecuador és Kolumbia területén honos. Természetes élőhelyei a trópusi és szubtrópusi nedves síkvidéki erdők.

## Alfajai
- Celeus loricatus diversus Ridgway, 1914
- Celeus loricatus innotatus Todd, 1917
- Celeus loricatus loricatus (Reichenbach, 1854)
- Celeus loricatus mentalis Cassin, 1860